# Миранда, Бруно
Бруно Миранда Вильягомес (исп. Bruno Miranda Villagomez; родился 10 февраля 1998 года, Санта-Крус-де-ла-Сьерра, Боливия) — боливийский футболист, нападающий клуба «Боливар» и сборной Боливии.

## Клубная карьера
Миранда начал профессиональную карьеру в молодёжной команде клуба «Кальехас». В 2015 году он перешёл в молодёжную академию чилийского «Универсидад де Чили». 20 марта 2016 года в матче против «Коло-Коло» Бруно дебютировал в чемпионате Чили. Летом 2017 года Миранда был отдан в аренду в американский «Ди Си Юнайтед».

## Международная карьера
В начале 2015 года Миранда в составе юношеской сборной Боливии принял участие в юношеском чемпионате Южной Америки в Парагвае. На турнире он сыграл в матчах против Уругвая, Чили, Аргентины и Эквадора. В поединках против чилийцев и аргентинцев Бруно забил по голу.
29 мая 2016 года в товарищеском матче против сборной США Миранда дебютировал за сборную Боливии.
В 2017 года Миранда в составе молодёжной сборной Боливии принял участие в молодёжном чемпионате Южной Америки в Эквадоре. На турнире он сыграл в матчах против команд Перу, Аргентины, Венесуэлы и Уругвая.